# Königreiche der Afrikanischen Großen Seen

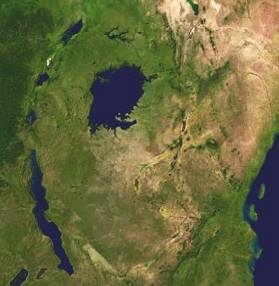
Gebiet der Großen Afrikanischen Seen

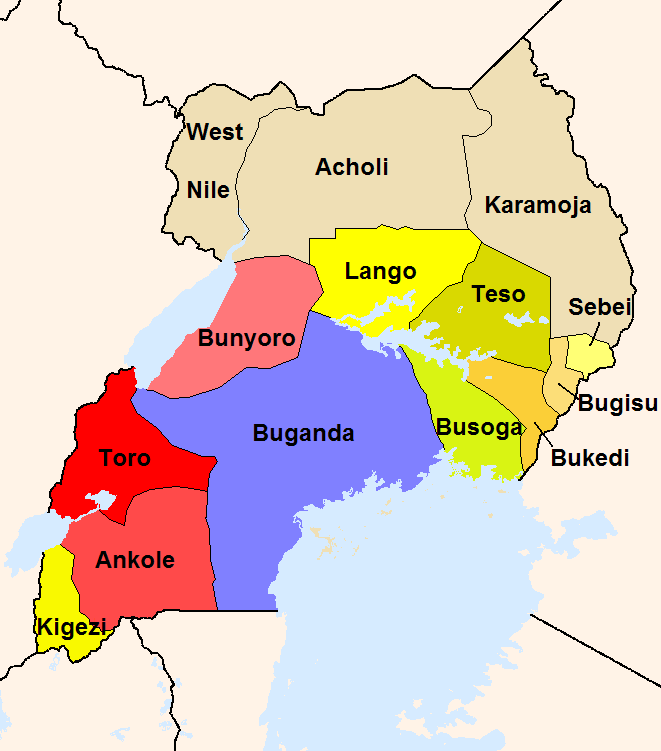
Historische Reiche im heutigen Uganda

Die Königreiche der Afrikanischen Großen Seen (auch „Interlakustrine Königreiche“ oder „Reiche des Zwischenseengebietes“ genannt) umfassen eine Reihe von teils historischen, teils noch existenten Königreichen im Bereich der Afrikanischen Großen Seen in Ostafrika (Tanganjikasee, Victoriasee, Albertsee, Eduardsee, Kiwusee, Malawisee), die ab dem 14. Jahrhundert auf den Gebieten etwa der heutigen Staaten Uganda, Ruanda und Burundi sowie Teilen der heutigen Staaten Kenia und Tansania entstanden sind. Diese (ehemaligen) Königreiche weisen Gemeinsamkeiten in Bezug auf Eigenarten ihrer Sozialstruktur und Herrschaftsformen auf. 
| - Babembe - Bahunde - Banande - Bufuriru - Bugabo - Buganda - Buha - Buhavu - Buhweju | - Bujiji - Bukerebe - Bunyoro - Burundi - Bushi - Bushingo - Bushubi - Busoga - Buvinza | - Buyungu - Buzinza - Gisaka - Heru - Igara - Ihangiro - Karagwe - Kimwani - Kiziba | - Kyamutwara - Kyania - Mpororo - Mubari - Muhambwe - Nkore - Ruanda - Ruguru - Rusubi | - Toro |